# マリオ・モニチェリ
マリオ・モニチェリ（Mario Monicelli, 1914年5月15日 - 2010年11月29日）はイタリアの映画監督、脚本家。トスカーナ州ヴィアレッジョ出身。イタリア式コメディの第一人者として知られた。

## 人物
日本での公開作品は少ないが、1935年以来これまで60本以上の作品を監督、ベルリン国際映画祭監督賞を3度受賞し、オスカーにも3度ノミネートされた経験があった。
2003年、第60回ヴェネツィア国際映画祭の審査委員長を務める。同年、『トスカーナの休日』にはキャストの一人として顔を出していた。
2006年にも新作『砂漠の薔薇』を完成させ、高齢まで現役で活躍した。
2010年9月、第67回ヴェネツィア国際映画祭でのイタリアコメディ回顧展で、ステーノと共同監督した『騎士の到着』、『刑事と泥棒』が選ばれて上映された。
同年11月29日、前立腺癌の治療の為に入院していた病院から飛び降り自殺を図り、死亡が確認された。95歳没。

## おもなフィルモグラフィ
以下特筆以外は監督作。100作を超える脚本、60作を超える監督作がある。
- 『大尉の娘』 La figlia del capitano : 監督マリオ・カメリーニ、1947年 - 脚本
- 『無法者の掟』 In nome della legge : 監督ピエトロ・ジェルミ、1948年 - 脚本
- 『騎士の到着』 È arrivato il cavaliere : 共同監督ステーノ、1950年
- 『刑事と泥棒』 Guardie e ladri : 共同監督ステーノ、1951年 - 第5回カンヌ国際映画祭脚本賞受賞作
- 『父と息子たち』　Padri e figli : 1957年 - 第7回ベルリン国際映画祭銀熊賞監督賞受賞
- 『美女の中の美女』 La donna più bella del mondo : 監督ロバート・Z・レナード、1955年 - 脚本
- 『いつもの見知らぬ男たち』 I soliti ignoti : 1958年
- 『戦争・はだかの兵隊』 La grande guerra : 1959年 - 第32回アカデミー賞外国語映画賞ノミネート、第20回ヴェネチア国際映画祭金獅子賞
- ボッカチオ'70 - Boccaccio '70 (第1話 『レンツォとルチアーナ』): 1962年
- 『明日に生きる』 I compagni : 1963年 - マール・デル・プラタ国際映画祭最優秀作品賞受賞
- 『ゴールデン・ハンター』 Casanova '70 : 1965年 - ビデオ題『カサノヴァ'70』、第38回アカデミー賞脚本賞ノミネート
- Donatella : 1956年 - 第6回ベルリン国際映画祭金熊賞ノミネート
- 『結婚大追跡』 La ragazza con la pistola : 1968年 - 第41回アカデミー賞外国語映画賞ノミネート
- 『ちゃちなブルジョワ』 Un Borghese piccolo piccolo : 1968年 - 第30回カンヌ国際映画祭パルムドールノミネート
- 『求む大佐』 Vogliamo i colonnelli : 1973年 - 第26回カンヌ国際映画祭パルムドールノミネート
- 『私の友だち』 Amici miei : 1975年
- 『親愛なるミケーレ』 Caro Michele : 1976年 - 第26回ベルリン国際映画祭銀熊賞監督賞受賞
- 『新怪物たち』 I Nuovi mostri : 1978年 - 第51回アカデミー賞外国語映画賞ノミネート
- 『アニタと子猫と…』 Viaggio con Anita : 1979年
- Il marchese del Grillo : 1982年 - 第32回ベルリン国際映画祭銀熊賞監督賞受賞
- Le due vite di Mattia Pascal : 1985年 - 第38回カンヌ国際映画祭パルムドールノミネート
- 『女たちのテーブル』 Speriamo che sia femmina : 1986年 - ナストロ・ダルジェント最優秀作品監督賞受賞
- 『マンマ・ミーア人生』 I picari : 1987年
- Cari fottutissimi amici : 1993年 - 第44回ベルリン国際映画祭金熊賞ノミネート
- 『トスカーナの休日』 Under the Tuscan Sun : 監督オードリー・ウェルズ、2003年 - 出演
- 『マルチェロ・マストロヤンニ 甘い追憶』 Marcello, una vita dolce : 監督マリオ・カナーレ / アンナローザ・モッリ、2006年 - 出演
- 『砂漠の薔薇』 Le rose del deserto : 2006年 - 長篇遺作

## 註
1. ↑  “Italian Comedy - The State of Things”. labiennale.org (2010年8月1日). 2010年8月1日時点のオリジナルよりアーカイブ。2010年12月3日閲覧。
2. ↑  Mario Monicelli morto suicida a Roma コリエーレ・デラ・セラ 2010-11-29